# 아사히 주조
아사히 주조 주식회사(旭酒造)는 1948년 1월 야마구치현 이와쿠니시에 설립된 일본술 양조 업체이다.

## 요약

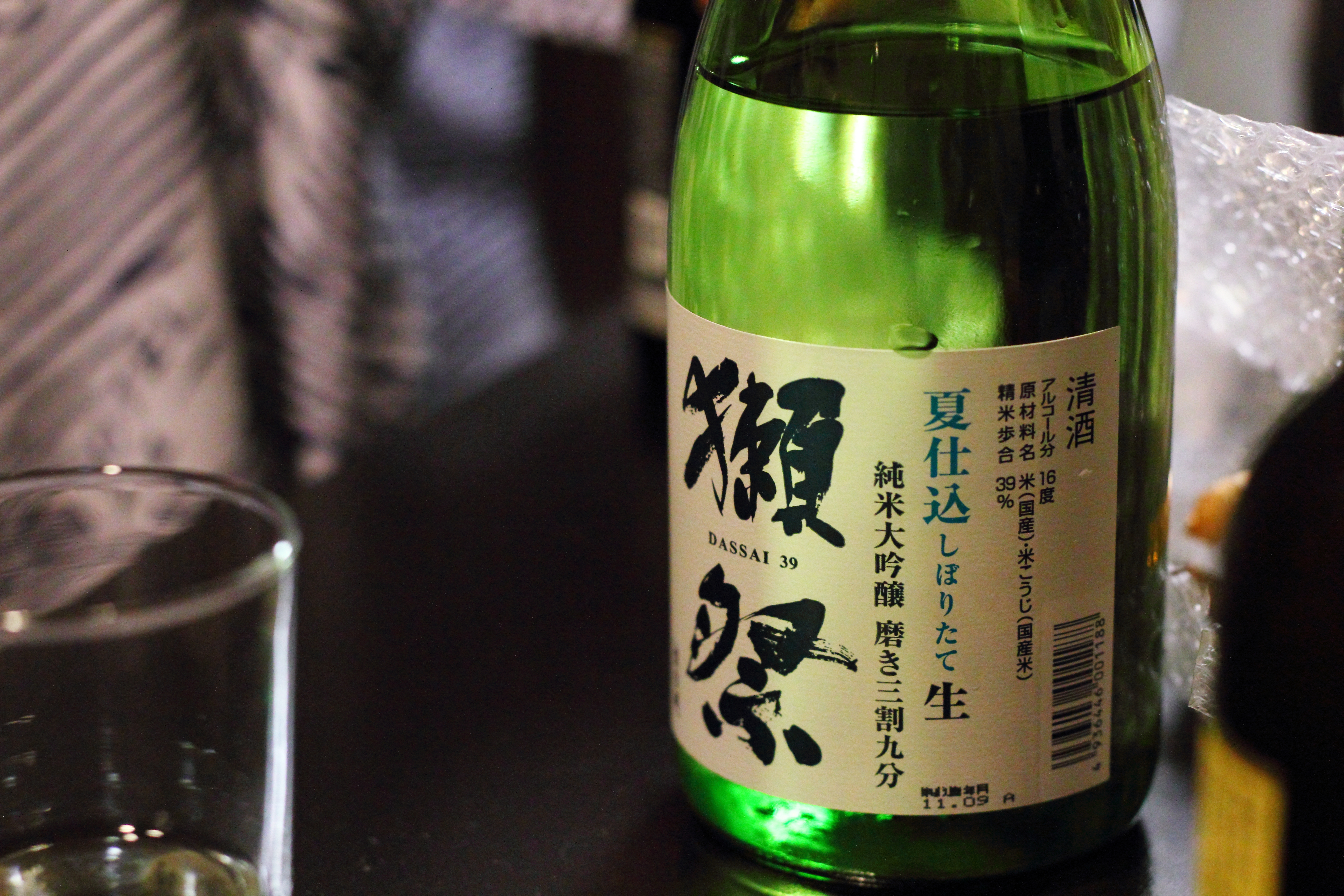
닷사이(獺祭)

2017년 기준으로, 일본술 닷사이(獺祭)만을 생산하고 있다.  양조 알코올 등의 부원료를 사용하지 않고 정미 비율 50 % 이하의 일본술 순미대음양만을 만들어내는 것이 특징.
이른바 보통술을 만들지 않겠다는 주조 업체로는 위험이 높은 경영 방침을 채택하고 있는데, 처음부터 그런 것은 아니었다. 규모도 야마구치현 내에서는 작았다. 가업을 삼대 째 34세에 이은 사쿠라이 히로시가 지금까지 만들었던 보통술 아사히 후지의 양조를 끝내고, "취하기 위한, 팔기 위한 술"이 아닌 "음미할 수 있는 술을 추구"라는 새로운 목표로 순미대음양주를 만들기 시작했다. 이후 도쿄에서 야마구치현 출신들의 입소문이 퍼지기 시작했고, 연매출 100억엔을 넘는 기업으로 성장했다.
닷사이(獺祭)의 이름은 양조장의 지명이 원래 구가군쇼토쵸오소고에(玖珂郡周東町獺越)였기 때문에 "獺"자를 가져와 닷사이(獺祭)라는 이름을 지었다.
양조 특징으로, 기존에 일본술 양조에서 없어서는 안되었던 전통적 양조기술자가 없는 것을 들 수 있다. 아사히 주조도 원래는 양조기술자가 있었지만, 기술자들의 경험과 감각을 철저하게 수치화하고 데이터화하여 기존의 기술자 없이 양조에 성공했다고 한다.  현재는 지속적으로 쌀의 수분 흡수량을 측정하고, 양조시에는 매일 발효 상태를 분석하면서 데이터로 관리하고 있다. 데이터 관리는 완벽히 정규화되어 아르바이트가 맡을 수 있을 정도이다.  또한 술 저장고에 에어컨 시설을 갖춰 온습도를 조정할 수 있도록 한 결과, 겨울철 뿐만 아니라 일년 내내 양조가 가능해졌고, 이에 생산 능력이 2배 이상이되었다 .
이 외에도 양조용 쌀의 왕이라고 불리는 야마다니시키(山田錦)를 최대 168시간 동안 정미해, 일본 최고 수준의 정미 비율 23% 순미대음양주를 만들어 냈다. 또 발효된 액체를 압착해서 짜내지 않고, 원심분리기를 이용해 무가압상태로 술을 분리하는 등 다른 곳에서는 볼 수 없는 방법으로 술을 만들고 있다. (일반 압착식 술도 제조 하고 있다.)  또한 샴페인 이상으로 탄산이 높은 발효주나 본래 차갑게 마시게 되어있는 순미대음양주를 뜨겁게 마실 수 있게 한 술 등 다양한 제품을 생산하고있다.
판매 및 유통에서도 다른 술과 차별을 두었다. 도매상을 통하지 않고 판매시 품질 관리를 능력을 보유한 공식 판매점 630점포에 직접 도매하고 있다. 그러나 인기에 비해 유통량이 턱없이 부족하여, 공식 거래 업체가 아닌 상점,  백화점, 슈퍼 등에서 정가의 몇 배의 가격까지 판매가 이루어지는 실정이다. 그러나 판매점에 대해 법적 조치를 취할 수 없어, 2017년 12월 10일 요미우리 신문 조간에 "부탁 입니다. 비싸게 사지 마세요" 라고 정가 구입을 호소하며 전체 판매처 목록을 게재한 전면 광고를 내기까지 했다.
2017년 12월, 미국의 요리 학교, 더 컬리너리 인스티튜트 오브 아메리카와 제휴하여 뉴욕에 양조장을 설립한다고 발표했다. 미국 현지 쌀을 사용하고 닷사이(獺祭)와는 다른 브랜드로 중간 가격대의 생주를 목표로 한다고 한다.
2018년 7월 7일 지속적인 폭우(2018년 7월 일본 호우)의 영향으로 양조장 일부가 침수 피해를 입었고, 정전으로 인해 냉장 설비도 가동 되지 않아 닷사이(獺祭) 생산이 모두 중단되었다. 7월 28일에 생산을 재개했고, 피해를 입은 양조장 직영점도 임시 점포에서 영업을 재개했다.
또한 피해로 인해 품질을 보장할 수 없는 제품들을 닷사이시마과장(獺祭島耕作)이란 이름으로 판매했는데 판매하자마자 예정분까지 모두 매진되었다. 매출의 일부는 피해 지역 성금으로 사용되었다. 또한 닷사이시마과장(獺祭島耕作)의 본래 제품이 보급형인 순미대음양50에서 최고급인 미가키소노사키에(磨き その先へ)까지 섞여 있다고 한다. 물론 구매자는 알 수 없었다.